# Mycosphaerella asplenii
Mycosphaerella asplenii är en svampart som beskrevs av Thirum. & Govindu 1954. Mycosphaerella asplenii ingår i släktet Mycosphaerella och familjen Mycosphaerellaceae.   Inga underarter finns listade i Catalogue of Life.